# Canton d'Aubigny-en-Artois
Le canton d'Aubigny-en-Artois est une ancienne division administrative française située dans le département du Pas-de-Calais et la région Nord-Pas-de-Calais.

## Géographie

Le Canton d'Aubigny-en-Artois dans l'arrondissement d'Arras

Ce canton est organisé autour d'Aubigny-en-Artois dans l'arrondissement d'Arras. Son altitude varie de 70 m (La Comté) à 193 m (La Comté) pour une altitude moyenne de 127 m.

## Histoire
De 1833 à 1848, les cantons d'Aubigny-en-Artois et d'Heuchin avaient le même conseiller général. Le nombre de conseillers généraux était limité à 30 par département.

## Représentation

### conseillers généraux de 1833 à 2015
| Période                                  | Période          | Identité                               | Étiquette    | Qualité                                                                                                 |
| ---------------------------------------- | ---------------- | -------------------------------------- | ------------ | --- |
| 1833                                     | 1842             | Omer Chabé (1780-1856)                 |              | Propriétaire Maire de Cambligneul                                                                       |
| 1842                                     | 1884 (décès)     | Adrien Mathieu                         | Droite       | Cultivateur, maire de Camblain-l'Abbé Député (1869-1870)                                                |
| 1884                                     | 1886 (décès)     | Victor Mathieu (fils d'Adrien Mathieu) | Droite       | Propriétaire agriculteur à Camblain-l'Abbé, brasseur                                                    |
| 1886                                     | 1889             | Auguste Mathieu (frère du précédent)   | Droite       | Propriétaire à Méricourt-l'Abbé (Somme) et à Arras, rentier                                             |
| 1889                                     | 1908 (décès)     | Ferdinand Bouilliez                    | Républicain  | Exploitant agricole Maire d'Izel-les-Hameaux Sénateur (1891-1908)                                       |
| 1908                                     | 1934 (décès)     | Edmond Théret                          | Rad.ind.     | Médecin Maire de Tincques Sénateur (1924-1934)                                                          |
| 1934                                     | 1940             | Pierre Sinot                           | RG           | Notaire à Aubigny-en-Artois Nommé conseiller départemental en 1943                                      |
|                                          |                  |                                        |              | |
| 1945                                     | 1950 (décès)     | Pierre Sinot                           | CG           | Notaire à Aubigny-en-Artois                                                                             |
| 21 janvier 1951                          | 1970             | Maurice Delory                         | RPF puis UDR | Négociant en grains Député (1962-1967) Maire de Tincques, ancien conseiller d'arrondissement            |
| 1970                                     | 1993 (décès)     | Julien Hermant (1926-1993)             | PS           | Adjoint au maire de Gouy-sous-Bellonne                                                                  |
| 1993                                     | 1997 (démission) | Georges Caron                          | UDF-DL       | Médecin à Tincques                                                                                      |
| 1997                                     | 2015             | Jean-Michel Desailly                   | PS           | Fonctionnaire Maire d'Aubigny-en-Artois (depuis 2001) Suppléant du député Jean-Claude Leroy (2002-2007) |
| Les données manquantes sont à compléter. |                  |                                        |              | |

### Conseillers d'arrondissement (de 1833 à 1940)
Le canton d'Aubigny appartenait à l'arrondissement de Saint-Pol jusqu'à sa disparition en 1926.
| Période                                  | Période | Identité                   | Étiquette       | Qualité |
| ---------------------------------------- | ------- | -------------------------- | --------------- | --- |
| 1833                                     | 1842    | Louis Fardel               |                 | Maire de La Thieuloye                                                                                       |
| 1842                                     | 1848    | M. Lefebvre                |                 | Rentier à Tincques                                                                                          |
| 1848                                     |         | Hector Houbart             |                 | Juge de paix à Saint-Pol-sur-Ternoise                                                                       |
|                                          |         |                            |                 | |
|                                          | 1892    | Hector Houbart             |                 | Maire de Mingoval                                                                                           |
| 1892                                     | 1910    | Constant Dorge (1852-1937) | Républicain     | Notaire à Aubigny-en-Artois, maire de Savy-Berlette                                                         |
| 1910                                     | 1922    | Victor Duez                | Républicain     | Maire de Savy-Berlette                                                                                      |
| 1922                                     | 1934    | Georges Desmazières        | Union nationale | Suppléant du juge de paix, maire de Capelle-Fermont                                                         |
| 1934                                     | 1940    | Maurice Delory             | URD             | Négociant en grains, maire de Tincques                                                                      |
| 1940                                     |         |                            |                 | Les conseils d'arrondissement ont été suspendus par la loi du 12 octobre 1940 et n'ont jamais été réactivés |
| Les données manquantes sont à compléter. |         |                            |                 | |

## Résultats des élections
1994: 
| Candidats | Candidats               | Étiquette | Premier tour | Premier tour | Second tour | Second tour |
| Candidats | Candidats               | Étiquette | Voix         | %            | Voix        | %           |
| --------- | ----------------------- | --------- | ------------ | ------------ | ----------- | ----------- |
|           | Georges CARON *         | UDF'      | 2 946        | 44,7%        | 3 461       | 51,11%      |
|           | Jeanne RAMOUSSET        | FN        | 233          | 3,54%        |             |             |
|           | Jean-Michel DESAILLY    | PS        | 2689         | 40,8%        | 3 311       | 48,89%      |
|           | Michel FEUTRY           | Verts     | 230          | 3,49%        |             |             |
|           | Jean-Jacques GUILLEMANT | PCF       | 493          | 7,48%        |             |             |
|           |                         |           |              |              |             |             |
| Inscrits  |                         |           |              |              |             |             |
| Votants   |                         |           |              |              |             |             |
| Exprimés  |                         |           |              |              |             |             |

*sortant

## Composition
Le canton d'Aubigny-en-Artois groupe 30 communes et compte 11 541 habitants (recensement de 1999 sans doubles comptes).
| Communes                | Population (2012) | Code postal | Code Insee |
| ----------------------- | ----------------- | ----------- | ---------- |
| Agnières                | 150               | 62690       | 62012      |
| Ambrines                | 169               | 62127       | 62027      |
| Aubigny-en-Artois       | 1 360             | 62690       | 62045      |
| Averdoingt              | 251               | 62127       | 62061      |
| Bailleul-aux-Cornailles | 232               | 62127       | 62070      |
| Bajus                   | 273               | 62150       | 62077      |
| Berles-Monchel          | 440               | 62690       | 62113      |
| Béthonsart              | 131               | 62690       | 62118      |
| Cambligneul             | 323               | 62690       | 62198      |
| Camblain-l'Abbé         | 653               | 62690       | 62199      |
| Capelle-Fermont         | 127               | 62690       | 62211      |
| Chelers                 | 258               | 62127       | 62221      |
| La Comté                | 783               | 62150       | 62232      |
| Frévillers              | 253               | 62127       | 62362      |
| Frévin-Capelle          | 434               | 62690       | 62363      |
| Gouy-en-Ternois         | 150               | 62127       | 62381      |
| Hermaville              | 455               | 62690       | 62438      |
| Izel-les-Hameaux        | 668               | 62690       | 62477      |
| Magnicourt-en-Comte     | 553               | 62127       | 62536      |
| Maizières               | 177               | 62127       | 62542      |
| Mingoval                | 208               | 62690       | 62574      |
| Monchy-Breton           | 389               | 62127       | 62580      |
| Penin                   | 356               | 62127       | 62651      |
| Savy-Berlette           | 854               | 62690       | 62785      |
| La Thieuloye            | 361               | 62130       | 62813      |
| Tilloy-lès-Hermaville   | 178               | 62690       | 62816      |
| Tincques                | 811               | 62127       | 62820      |
| Villers-Brûlin          | 300               | 62690       | 62856      |
| Villers-Châtel          | 123               | 62690       | 62857      |
| Villers-Sir-Simon       | 121               | 62127       | 62860      |

## Démographie
| 1962   | 1968   | 1975  | 1982   | 1990   | 1999   | 2006   | 2011   | 2012   |
| ------ | ------ | ----- | ------ | ------ | ------ | ------ | ------ | ------ |
| 10 029 | 10 056 | 9 871 | 10 572 | 11 526 | 11 541 | 12 233 | 12 617 | 12 650 |